# 謝爾恩巴赫格拉本河
48°57′46″N 12°46′53″E / 48.96290°N 12.78142°E
謝爾恩巴赫格拉本河是德國的河流，位於該國東南部，由巴伐利亞負責管轄，屬於博根巴赫河的左支流，河道全長1.8公里，流域面積1.7平方公里。